# Etienne De Wilde
Etienne De Wilde (født 23. marts 1958 i Wetteren) er en forhenværende cykelrytter fra Belgien. Han kørte både landevejs- og banecykling. Han har vundet to etaper i Tour de France, og på bane har han vundet medaljer ved nationale, verdensmesterskaber.
De Wilde stillede til start i 197 seksdagesløb, hvor han vandt 38 løb. Ved Københavns seksdagesløb lykkedes det aldrig at vinde, men han opnåede tre andenpladser og to tredjepladser fra 1992 til 1999.
Han deltog i to olympiske lege. Ved OL 1996 i Atlanta var han med i pointløbet, men endte sidst blandt de 24 ryttere, der gennemførte. Ved legene fire år senere i Sydney kørte han parløb sammen med Matthew Gilmore, og de endte med at vinde sølv med 22 point efter australierne Scott McGrory og Brett Aitken med 26 point, mens italienerne Marco Villa og Silvio Martinello vandt bronze med 15 point. De to belgiere lå blot som nummer fire før sidste runde, men sejr i sidste spurt gav dem ti point og to pladser frem i den samlede stilling.